# Класицизам
Класицизам је уметнички правац који је настао у Француској на краљевском двору „Краља сунца“, Луја XIV, одакле се проширује. Прва фаза се назива „барокни класицизам“ због употребе барокних елемената у њему. Ово се доба сврстава још у барокно доба. После њега долази рококо који се одвраћа до неке мере од класицизма. Нови наступ класицизма је донела Француска револуција.
Чињеница је да се од 18. века могло очекивати једно револуционарно време и француска је буржоазија била у свом прогресивном кретању, видимо како она има своје друштвене политичке циљеве и мишљење које је, као и мишљење античке идеологије, пружало грађанству слободе. Целокупна уметност, и римска и грчка постала је идеал уметности буржоазије. “Лепота се не налази у природи, већ су је створили Грци”. Уметници је требало да задовоље тежњу буржоазије у античком, римском и грчком свету. Такве се идеје распростиру по целој Европи.
Класицизам се труди да се одвоји од барока и рококоа и да постане умеренији и једноставнији. У доба Наполеона Бонапарте се назива ампир који је преузимао елементе из античке Грчке и ренесансе и давао је нагласке на разум и разумљивост у стварању. У њему се сматра да се појединац мора подвргавати друштву.
Класицизам је у највећем замаху у доба апсолутистичких монархија у Европи. Подржавале су се класичне форме које су биле инспирисане узорима из антике.
Карактеризовао се филозофским разматрањима о идеалима и о истинама, лепоти и љубави, као и тежњом верног саображавања разних карактерних црта човека (херој, лопов, преварант...), већ какви год да су.
Класицизмом се у француској и енглеској литератури назива неокласицизам. Класицизам се развија у првој половини 19. века, а у народним срединама и много касније.

## Архитектура класицизма
Архитектонски објекти су једноставни са поједностављеном декорацијом, имају троугласте штитове, равне и чисте линије, употребљавају стилске античке ступове у архитектури и граде се објекти као банке, уреди, болнице, позоришта, док се не граде сакрални објекти у ово доба. Типични су француски паркови који се карактеришу симетричним стазама, алејама, водоскоцима и у којим се стабла шишају у геометријским формама. Све се одликује строгим редом и чврстим правилима.
У класицистичкој архитектури 16. века је италијански архитекта Андреа Паладио (1508—1580) развијао паладионизам у коме се труди за установљавањем пропорција грађевина и њених елемената, а израз је достојанствен и хладан. Овај правац је пренесен у друге земље Европе (Француска, Енглеска, Холандија и Немачка- у једном делу).

## Сликарство
Слично као и у архитектури и сликарство се заснива на пропорцији и композицијским канонима. Основ сликарске композиције је јасно раздвајање сликарске површине и упредношћавање композиционих линија.
Класицизам се у сликарству формирао у првој половини 17. века. Познати сликари класицизма били су Клод Желе звани Клод Лорен (1600—1682), који је сликао велике композиције по узору на антику и ренесансу, природне амбијенте са бљештавом светлошћу, као и Никола Пусен (1594—1665) који је био најистакнутији сликар 17. века и чији је идеал склад облика и строгост композиције. Поред овог класицизма развијао се и академски класицизам.
У 19. веку се класицизам у потпуности иживео и преко покушаја рестаурације класицизма и појединих значајних појава (Енгр) постао је реакционарни правац. Жан Доминик Енгр (1780—1867), савременик и противник Ежена Делакрое (1798—1863) који је имао напреднија схватања, и за разлику од њега Доминик Енгр је тежио за историјским сликарством и историјским мотивима и био је сликар и актова као и портрета, односно у области коју је ускоро заменила фотографска камера.

## Филозофија
Филозофски смер класицизма је био рационализам, и као пример мишљења и схватања може бити цитат Ренеа Декарта: " Мислим, дакле постојим“.

## Књижевност
Гајила је строга естетска правила, тражила је тачност и разумљивост као и јасноћу, те подвлачила важност и значај интелекта, неизбежност друштвеног реда и држала се чврстих моралних принципа. Одобравала је владавину и моћ владара.
Култ истинитог треба да буде и основни принцип књижевног дела, јер је истина једина разумна форма лепоте. А истина - то је природа. (Драгиша Живковић)
Природа је била јако битна, али прво је требало уредити је, ослободити од свега што би је чинило не тако посебном, идеализовати је, а онда је приказати.
За разлику од барока, у класицизму није довољна генијалност, већ и знање.
За класицизам су типични и салони који се појављују и који формирају мишљења, а никле су и академије које су гајили језик и прецизност форме.
Литерарна форма се дели на три правца:
- висока - епови, оде, химне, трагедије.[12]
- ниска - комедије, бајке.
- средња - елегије, сатире и дидактички списи.

### Представници
У свету представници су били Никола Боало, Корнеј, Молијер, Готхолд Ефраим Лесинг и Гете, Ла Фонтен, а у Србији Лукијан Мушицки.